# JC Mack
James Charles "J.C." Mack (Newport News, Virginia; 10 de agosto de 1988) es un futbolista de virgenense estadounidense nacido en Estados Unidos que juega en la posición de centrocampista y que actualmente milita en el Napier City Rovers de la New Zealand National League.

## Carrera

### Club
| Periodo   | Club                     |
| --------- | ------------------------ |
| 2005–2006 | Carmel United FC         |
| 2008      | Chicago Fire Premier     |
| 2009–2010 | US Tourcoing             |
| 2011–2012 | Charleston Battery       |
| 2015      | Ekenäs SC                |
| 2016–2017 | UMF Selfoss              |
| 2018      | KR Vestri                |
| 2019      | Víkingur Reykjavík       |
| 2019      | Hamilton Wanderers       |
| 2020      | Napier City Rovers       |
| 2020–2021 | Hawke's Bay United       |
| 2021      | Albion Park White Eagles |
| 2022      | Napier City Rovers       |

### Selección nacional
Debutó con la selección nacional el 9 de septiembre de 2018 en la derrota ante Canadá por 0-8 por la Clasificación para la Liga de Naciones Concacaf 2019-20 y su primer gol lo anotó el 22 de marzo de 2019 en la victoria por 3-0 ante Anguila en The Valley por el mismo torneo.

## Logros
- USL PDL Midwest Division: 1: 2008
- Southern Derby: 1: 2011